# بينة كوه (عقدا)
بینة کوه (بالفارسية: پینه کوه) هي قرية تقع في إيران في قسم عقدا الريفي.